# Overhalla
Overhalla es un municipio de la provincia de Trøndelag, en Noruega. La capital municipal es el pueblo de Ranemsletta, a veces también llamado Overhalla. Otros pueblos en el municipio son Melen, Skage, Skogmo, Svalia y Øysletta.
A 1 de enero de 2015 tiene 3751 habitantes.
El topónimo deriva del nórdico antiguo œfri halfa, que significa "mitad superior", refiriéndose a que el actual municipio se ubica en la parte alta del distrito tradicional del Namdalen. Fue establecido en 1838 como formannskapsdistrikt y en 1964 se amplió su término municipal con tierras que hasta entonces pertenecían a Høylandet.
Se ubica en la periferia oriental de Namsos.